# FIL-Sommerrodel-Cup 2022

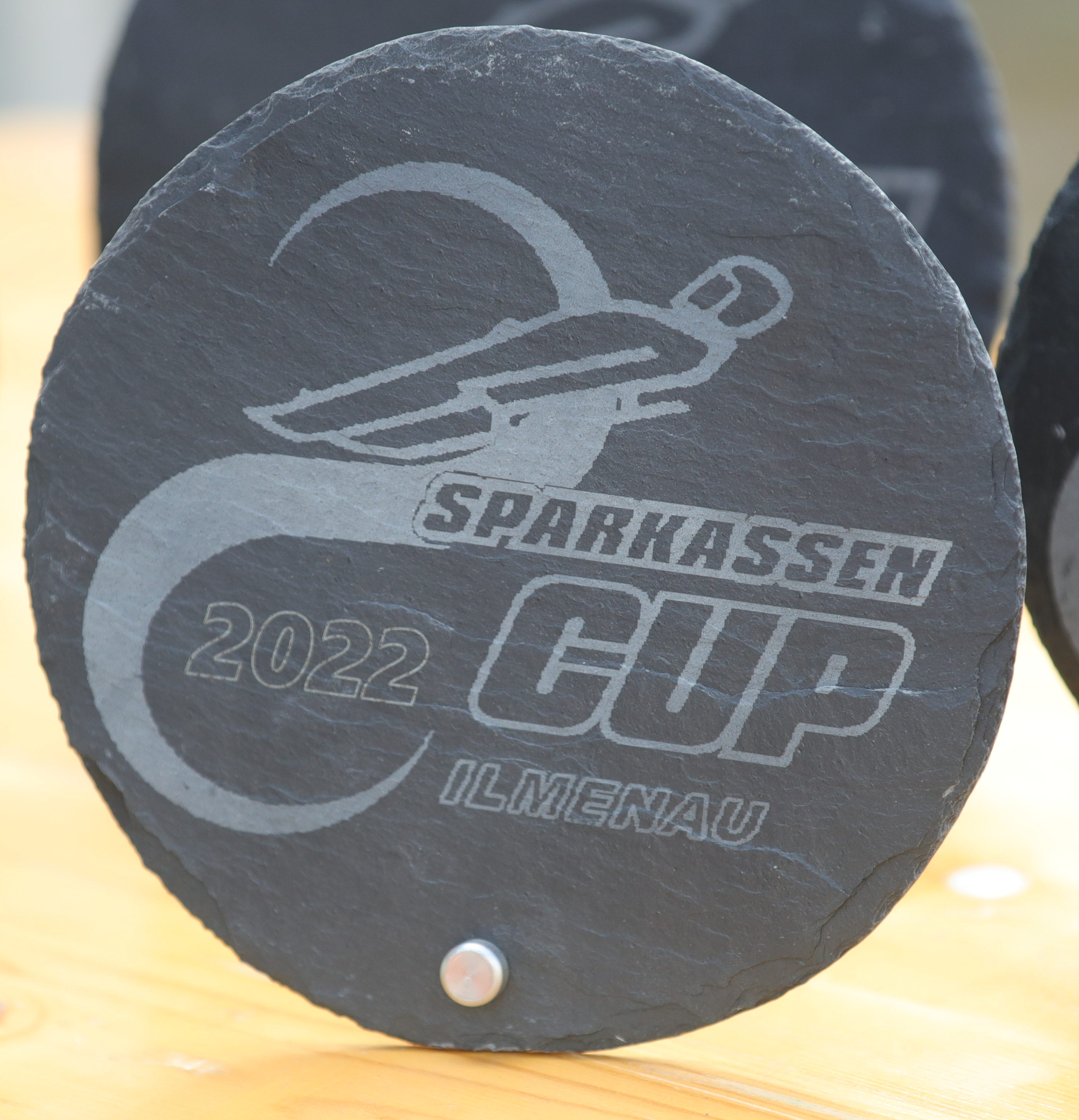
Pokal

Der FIL-Sommerrodel-Cup 2022 wurde als 29. Auflage des von der Fédération Internationale de Luge de Course veranstalteten Sommerrodel-Cups am 2. und 3. September 2022 auf der Rennschlittenbahn „Wolfram Fiedler“ in Ilmenau ausgetragen. Es fanden Wettbewerbe in den Altersklassen Elite/Junioren und Jugend A statt.

## Titelverteidiger
Beim FIL-Sommerrodel-Cup im September 2021 siegten Johannes Ludwig und Julia Taubitz in der Altersklasse Elite/Junioren sowie Clara Linda Ruß und Paul Socher in der Altersklasse Jugend A.

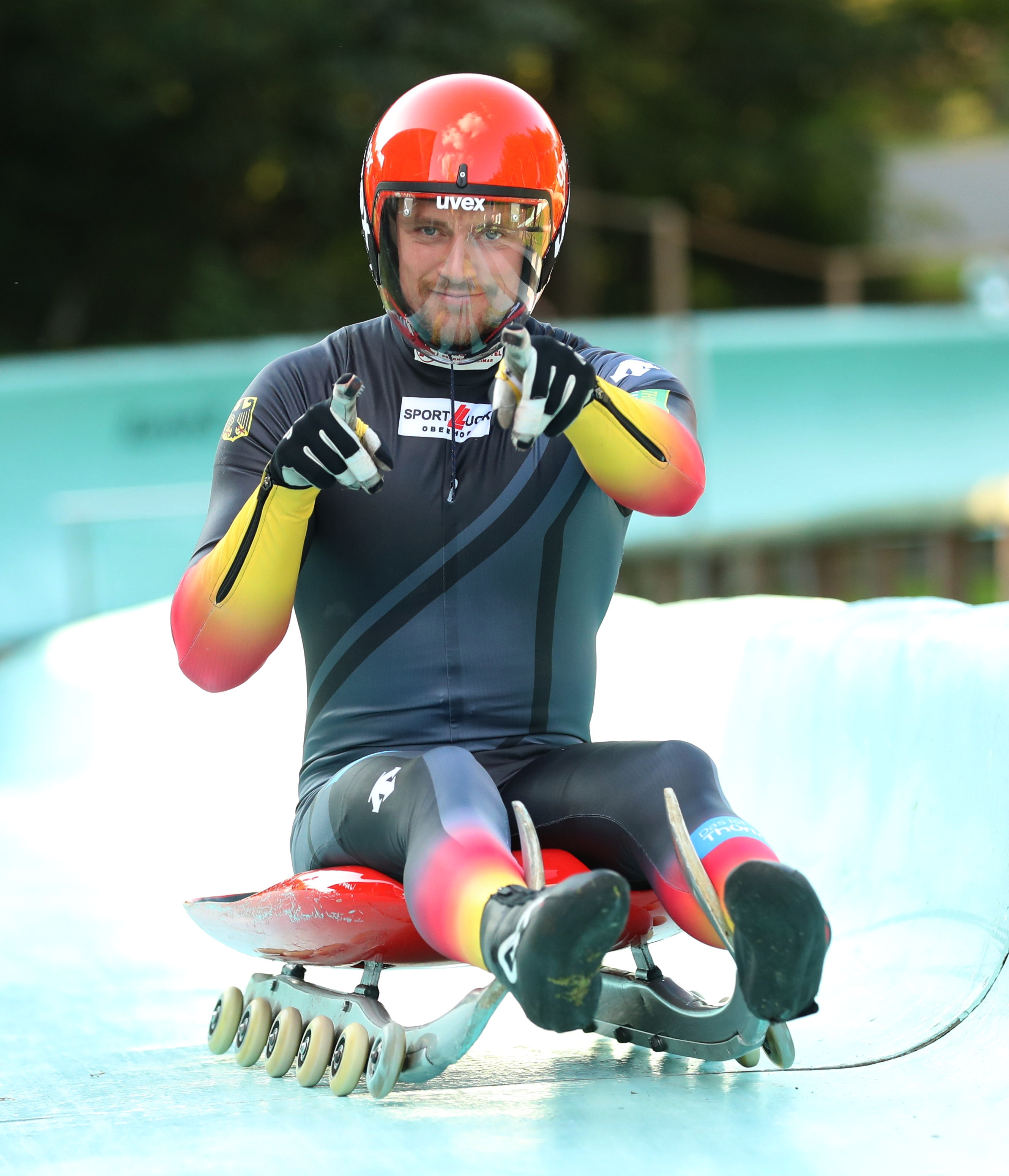
Johannes Ludwig
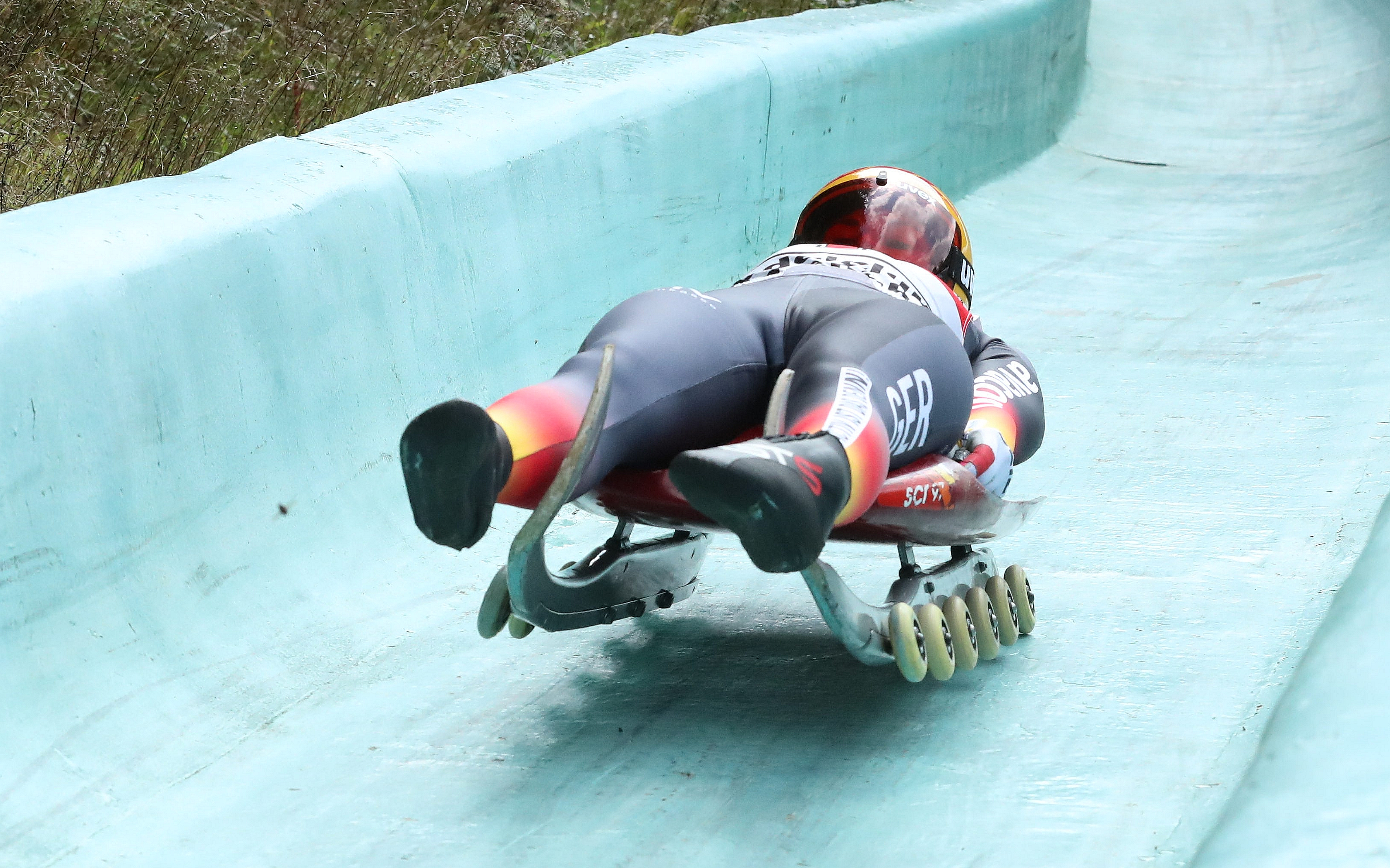
Julia Taubitz
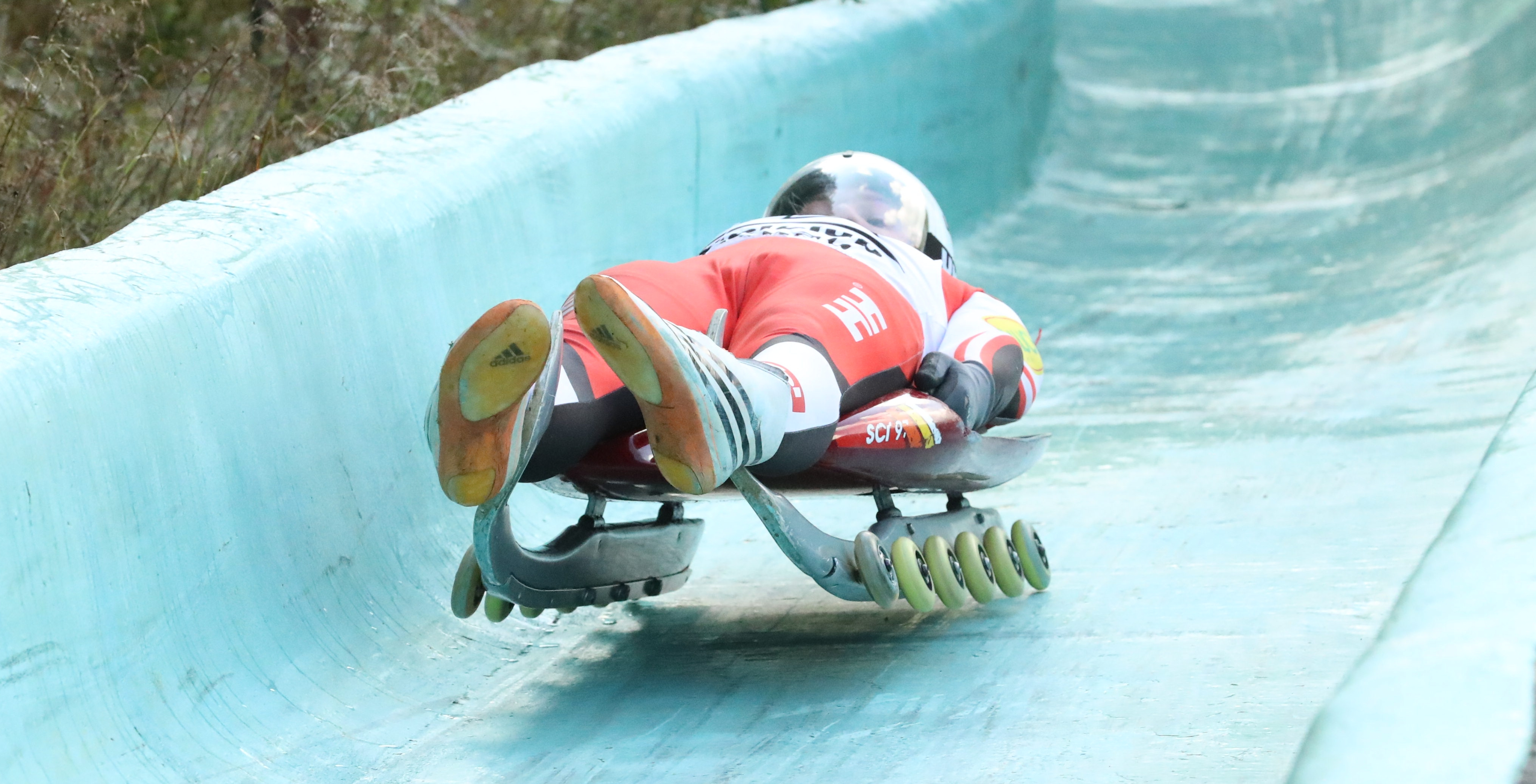
Paul Socher
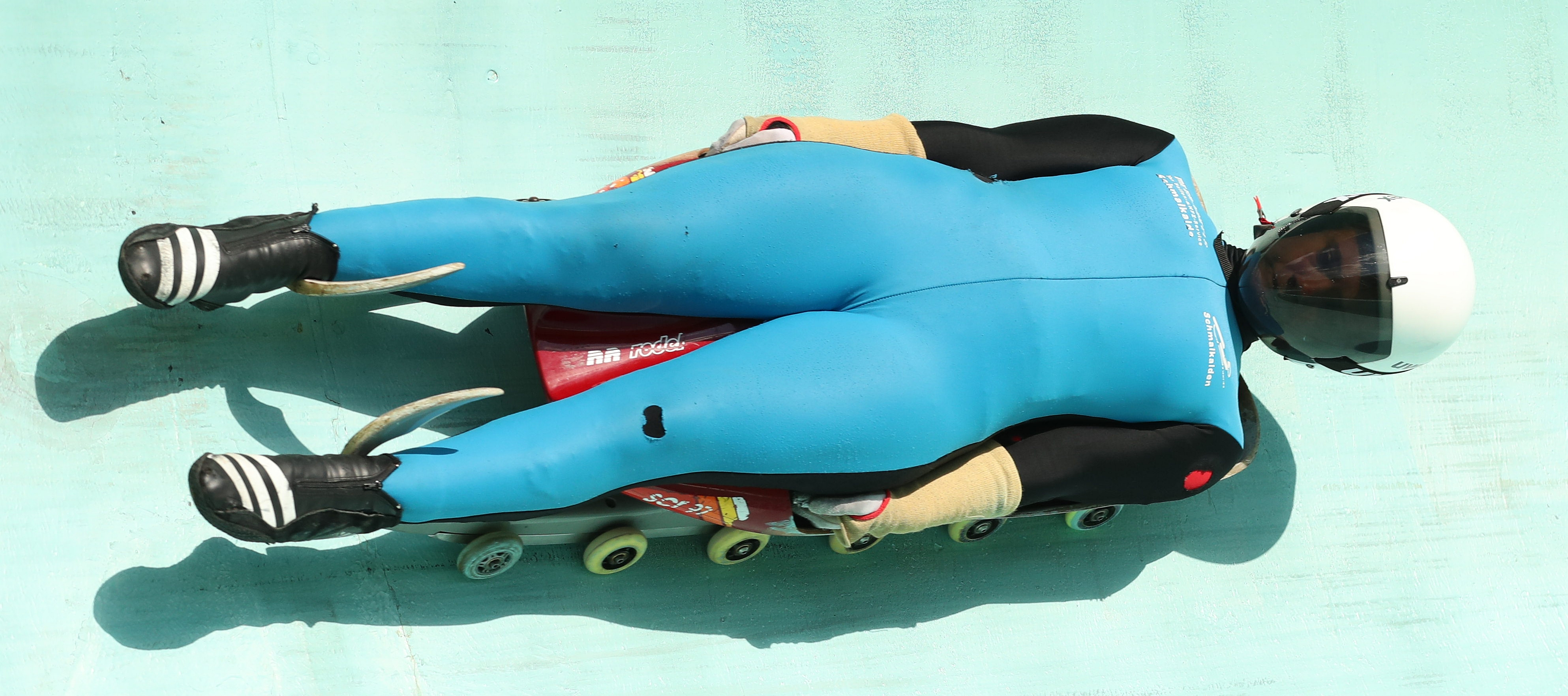
Clara Linda Ruß

## Ergebnisse

### Altersklasse Elite/Junioren

#### Männer

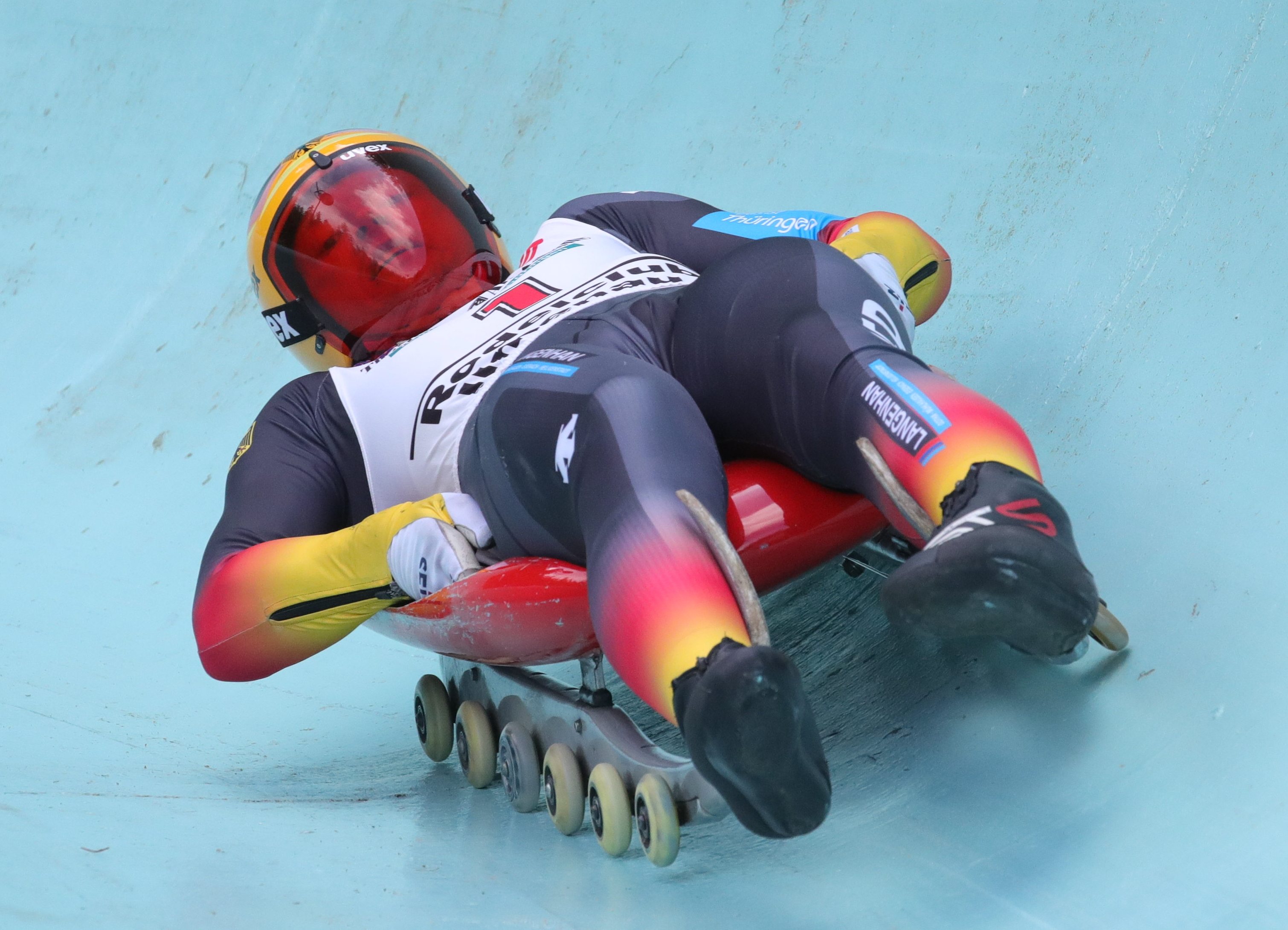
Max Langenhan

| Platz | Sportler          | Laufzeit 1    | Laufzeit 2    | Laufzeit 3    | Endzeit          |
| ----- | ----------------- | ------------- | ------------- | ------------- | ---------------- |
| 1     | Max Langenhan     | 20,367 s (1)  | 20,472 s (5)  | 20,326 s (1)  | 1:01,165 Minuten |
| 2     | Paul Gubitz       | 20,377 s (2)  | 20,507 s (6)  | 20,374 s (2)  | 1:01,258 Minuten |
| 3     | Sebastian Bley    | 20,382 s (3)  | 20,355 s (2)  | 20,537 s (7)  | 1:01,274 Minuten |
| 4     | David Nößler      | 20,537 s (8)  | 20,322 s (1)  | 20,426 s (4)  | 1:01,288 Minuten |
| 5     | Moritz Bollmann   | 20,397 s (4)  | 20,556 s (9)  | 20,406 s (3)  | 1:01,359 Minuten |
| 6     | Armin Frauscher   | 20,437 s (5)  | 20,456 s (4)  | 20,526 s (6)  | 1:01,419 Minuten |
| 7     | Max Ewald         | 20,488 s (6)  | 20,427 s (3)  | 20,511 s (5)  | 1:01,426 Minuten |
| 8     | Hannes Orlamünder | 20,516 s (7)  | 20,555 s (8)  | 20,603 s (8)  | 1:01,674 Minuten |
| 9     | Jonas Müller      | 20,781 s (9)  | 20,515 s (7)  | 20,662 s (9)  | 1:01,958 Minuten |
| 10    | Jakob Jannusch    | 20,829 s (10) | 20,718 s (10) | 20,766 s (10) | 1:02,313 Minuten |
| 11    | Yannick Müller    | 21,088 s (11) | 20,844 s (12) | 20,808 s (12) | 1:02,740 Minuten |
| 12    | Carlos Stang      | 21,259 s (12) | 20,760 s (11) | 20,778 s (11) | 1:02,454 Minuten |

#### Frauen

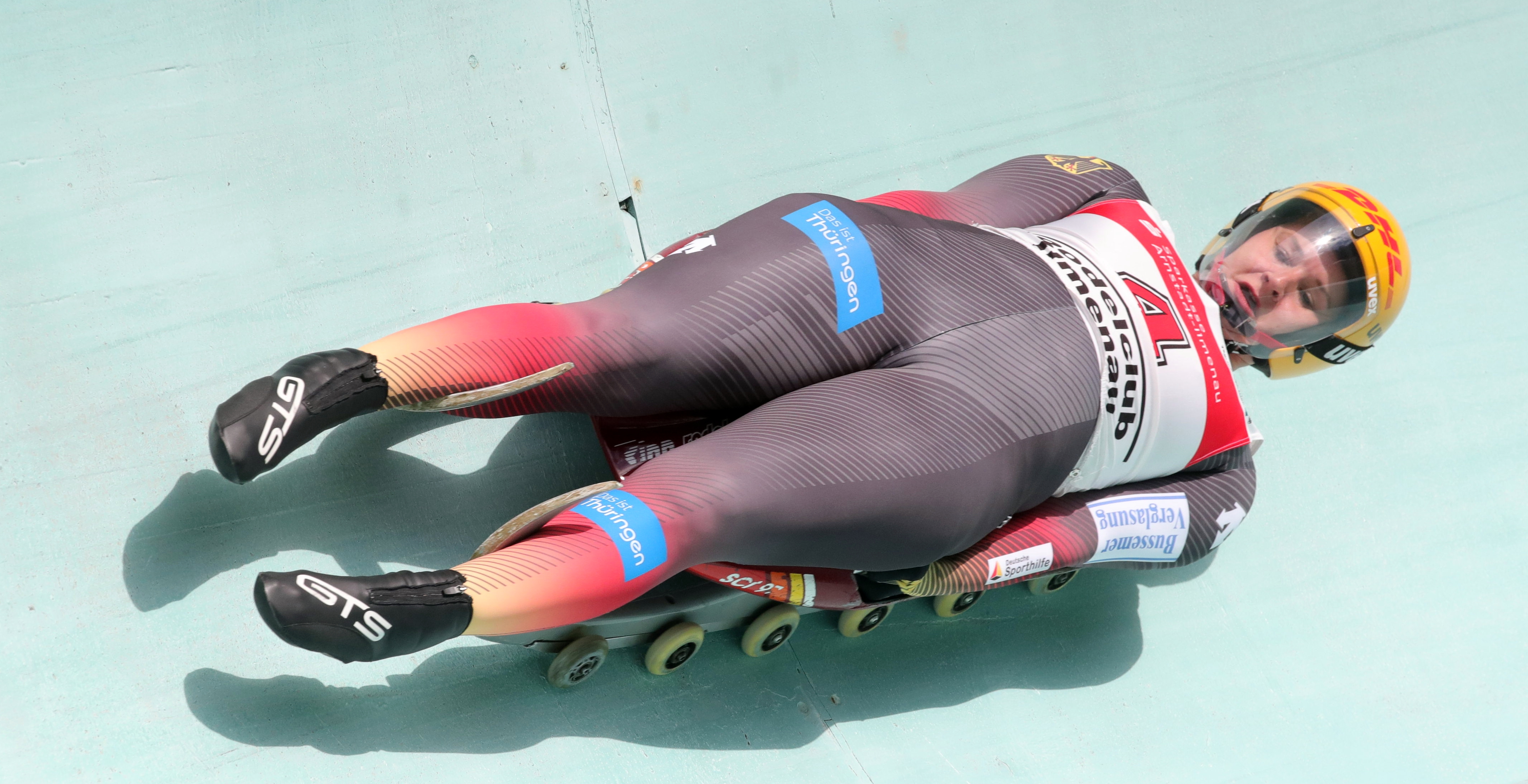
Dajana Eitberger

| Platz | Sportler            | Laufzeit 1    | Laufzeit 2    | Laufzeit 3    | Endzeit          |
| ----- | ------------------- | ------------- | ------------- | ------------- | ---------------- |
| 1     | Dajana Eitberger    | 20,556 s (1)  | 20,724 s (1)  | 20,794 s (2)  | 1:02,074 Minuten |
| 2     | Julia Taubitz       | 20,860 s (3)  | 20,756 s (2)  | 20,878 s (3)  | 1:02,494 Minuten |
| 3     | Hannah Prock        | 20,782 s (2)  | 20,909 s (5)  | 20,931 s (4)  | 1:02,622 Minuten |
| 4     | Madeleine Egle      | 20,967 s (4)  | 20,940 s (6)  | 20,772 s (1)  | 1:02,679 Minuten |
| 5     | Pauline Patz        | 20,928 s (3)  | 21,152 s (5)  | 21,164 s (5)  | 1:03,244 Minuten |
| 6     | Natalie Maag        | 21,114 s (7)  | 20,898 s (4)  | 21,001 s (6)  | 1:03,013 Minuten |
| 7     | Alina Bräutigam     | 21,061 s (6)  | 21,148 s (9)  | 21,151 s (10) | 1:03,360 Minuten |
| 8     | Elia Reitmeier      | 21,345 s (8)  | 20,975 s (7)  | 21,145 s (8)  | 1:03,465 Minuten |
| 9     | Antonia Pietschmann | 21,491 s (9)  | 21,070 s (8)  | 21,003 s (7)  | 1:03,564 Minuten |
| 10    | Selina Egle         | 22,461 s (10) | 21,457 s (10) | 21,150 s (9)  | 1:05,068 Minuten |

### Altersklasse Jugend A

#### Männlich

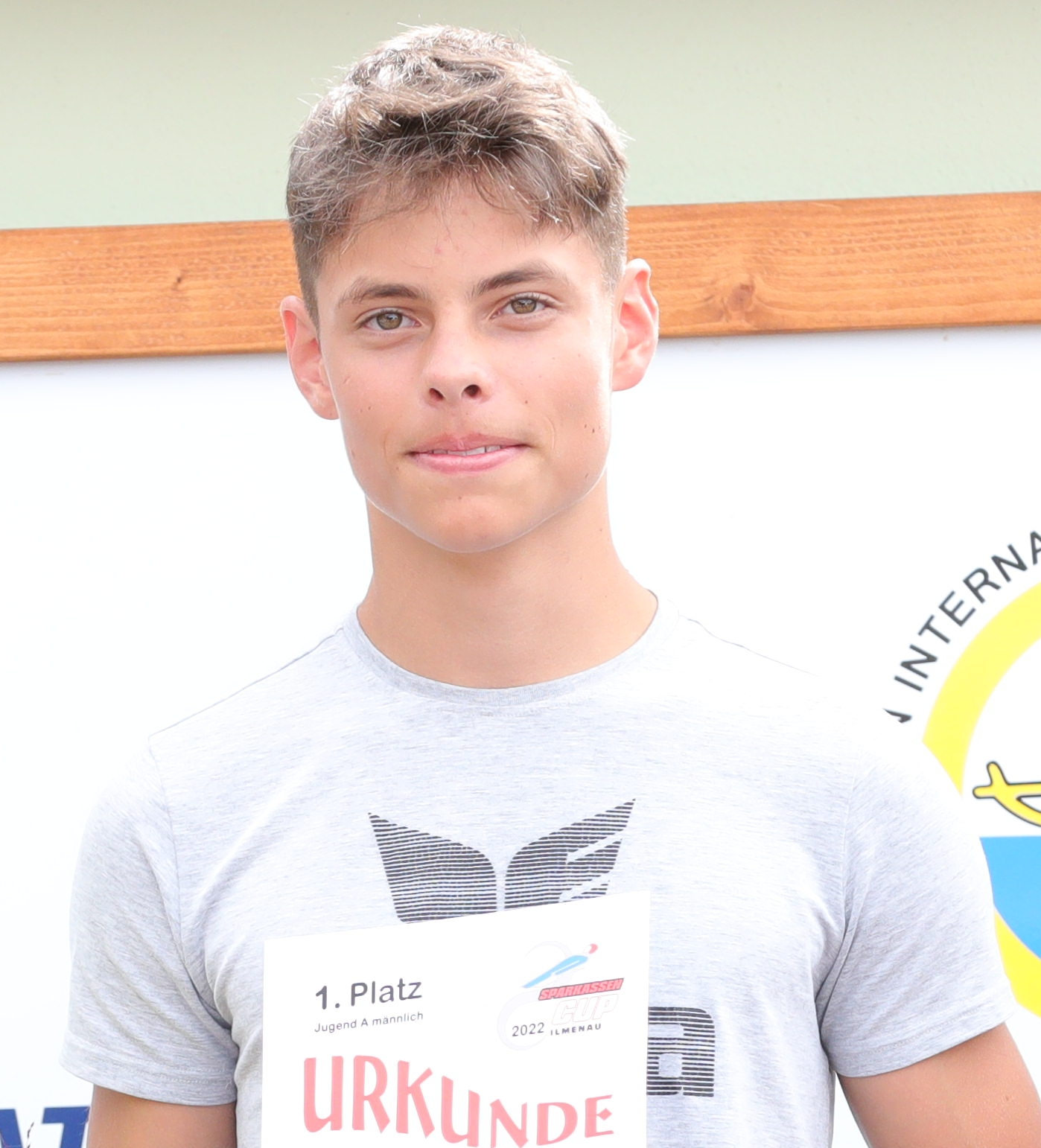
Johannes Scharnagl

| Platz | Sportler                 | Laufzeit 1    | Laufzeit 2    | Laufzeit 3    | Endzeit          |
| ----- | ------------------------ | ------------- | ------------- | ------------- | ---------------- |
| 1     | Johannes Scharnagl       | 20,484 s (1)  | 20,222 s (1)  | 20,441 s (5)  | 1:01,147 Minuten |
| 2     | Paul Socher              | 20,529 s (2)  | 20,472 s (4)  | 20,285 s (1)  | 1:01,286 Minuten |
| 3     | Julien Elias Kohlschmidt | 20,623 s (3)  | 20,490 s (5)  | 20,289 s (2)  | 1:01,402 Minuten |
| 4     | Oskar Petzoldt           | 20,727 s (5)  | 20,504 s (7)  | 20,407 s (3)  | 1:01,638 Minuten |
| 5     | Philipp Brunner          | 20,811 s (7)  | 20,331 s (2)  | 20,573 s (7)  | 1:01,715 Minuten |
| 6     | Luca Theile              | 20,739 s (6)  | 20,502 s (6)  | 20,522 s (6)  | 1:01,763 Minuten |
| 7     | Leon Haselrieder         | 20,864 s (10) | 20,434 s (3)  | 20,603 s (8)  | 1:01,901 Minuten |
| 8     | Manuel Weissensteiner    | 20,881 s (11) | 20,640 s (10) | 20,409 s (4)  | 1:01,930 Minuten |
| 9     | Tim Hofmann              | 20,725 s (4)  | 20,548 s (8)  | 20,744 s (10) | 1:02,017 Minuten |
| 10    | Nicolas Sandbichler      | 20,852 s (9)  | 20,550 s (9)  | 20,786 s (11) | 1:02,188 Minuten |
| 11    | Milo Schaub              | 20,832 s (8)  | 20,706 s (11) | 20,690 s (9)  | 1:02,228 Minuten |
| 12    | Simon Haidegger          | 21,109 s (12) | 20,876 s (13) | 20,811 s (12) | 1:02,796 Minuten |
| 13    | Moritz Schiegl           | 21,149 s (13) | 20,874 s (12) | 20,904 s (13) | 1:02,927 Minuten |

#### Weiblich

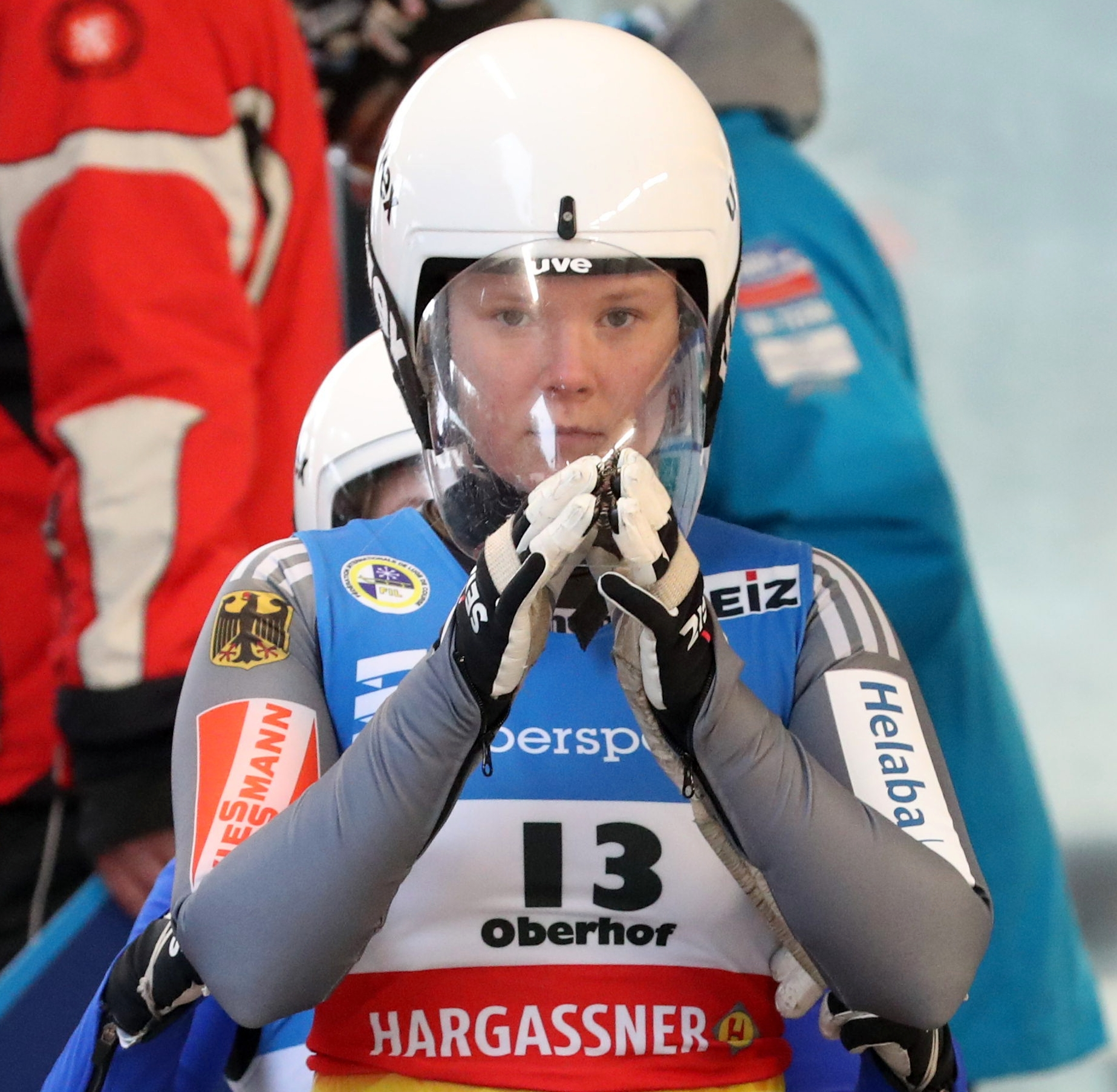
Sarah Marie Pflaume

| Platz | Sportler            | Laufzeit 1    | Laufzeit 2    | Laufzeit 3    | Endzeit          |
| ----- | ------------------- | ------------- | ------------- | ------------- | ---------------- |
| 1     | Sarah Marie Pflaume | 20,619 s (1)  | 20,615 s (3)  | 20,551 s (3)  | 1:01,785 Minuten |
| 2     | Clara Linda Ruß     | 20,782 s (3)  | 20,586 s (2)  | 20,510 s (1)  | 1:01,878 Minuten |
| 3     | Marie Riedl         | 20,659 s (2)  | 20,702 s (6)  | 20,519 s (2)  | 1:01,880 Minuten |
| 4     | Helena Trampe       | 20,792 s (4)  | 20,666 s (5)  | 20,751 s (7)  | 1:02,209 Minuten |
| 5     | Josephine Buse      | 21,013 s (12) | 20,510 s (1)  | 20,880 s (13) | 1:02,323 Minuten |
| 6     | Annina Grundböck    | 20,910 s (7)  | 20,801 s (9)  | 20,636 s (4)  | 1:02,347 Minuten |
| 7     | Viktoria Gasser     | 21,056 s (14) | 20,627 s (4)  | 20,737 s (6)  | 1:02,420 Minuten |
| 8     | Hannah-Lene Puy     | 20,969 s (10) | 20,830 s (10) | 20,651 s (5)  | 1:02,450 Minuten |
| 9     | Alexandra Oberstolz | 20,883 s (6)  | 20,856 s (11) | 20,771 s (10) | 1:02,510 Minuten |
| 10    | Nina Lerch          | 20,805 s (5)  | 20,981 s (14) | 20,792 s (12) | 1:02,578 Minuten |
| 11    | Wencke Stief        | 20,964 s (9)  | 20,884 s (12) | 20,766 s (9)  | 1:02,614 Minuten |
| 12    | Marie Sauerteig     | 21,131 s (16) | 20,719 s (7)  | 20,782 s (11) | 1:02,632 Minuten |
| 13    | Lina Bleiner        | 21,033 s (13) | 20,784 s (8)  | 20,883 s (14) | 1:02,700 Minuten |
| 14    | Lina Petersheim     | 21,344 s (14) | 20,918 s (14) | 20,818 s (13) | 1:02,846 Minuten |
| 15    | Katharina Kofler    | 20,944 s (8)  | 21,043 s (15) | 20,962 s (16) | 1:02,949 Minuten |
| 16    | Mona Schmidt        | 21,080 s (15) | 21,177 s (16) | 20,754 s (8)  | 1:03,011 Minuten |
| 17    | Lena Zimmermann     | 24,727 s (17) | 24,796 s (17) | 21,470 s (17) | 1:10,993 Minuten |
| DNF   | Florentina Sorg     |               |               |               |                  |